# Isaac Nader
Isaac Nader (né le 17 août 1999 à Faro) est un athlète portugais, spécialiste des épreuves de demi-fond.

## Biographie
En 2021, il remporte du 3 000 mètres lors des Championnats d'Europe par équipes et décroche par ailleurs la médaille de bronze du 1 500 mètres aux Championnats d'Europe espoirs.
Finaliste du 1 500 m (10e) lors des Championnats du monde en salle 2022, il remporte la médaille d'or des Championnats ibéro-américains disputés à La Nucia en Espagne.

## Palmarès

### International
| Date | Compétition                       | Lieu     | Épreuve | Résultat | Temps         |
| ---- | --------------------------------- | -------- | ------- | -------- | ------------- |
| 2021 | Championnats d'Europe par équipes | Chorzów  | 1er     | 3 000 m  | 8 min 31 s 26 |
| 2021 | Championnats d'Europe espoirs     | Tallinn  | 3e      | 1 500 m  | 3 min 40 s 58 |
| 2022 | Championnats du monde en salle    | Belgrade | 10e     | 1 500 m  | 3 min 39 s 97 |
| 2022 | Championnats ibéro-américains     | La Nucia | 1er     | 1 500 m  | 3 min 43 s 86 |
| 2023 | Jeux européens                    | Chorzów  | 2e      | 1 500 m  | 3 min 37 s 37 |
| 2023 | Championnats du monde             | Budapest | 12e     | 1 500 m  | 3 min 35 s 41 |
| 2024 | Championnats du monde en salle    | Glasgow  | 4e      | 1 500 m  | 3 min 36 s 97 |

### National
- Championnats du Portugal d'athlétisme :
  - 1 500 m : vainqueur en 2020, 2021, 2022, 2023, 2024
- Championnats du Portugal en salle :
  - 1 500 m : vainqueur en 2021, 2022, 2023, 2024
  - 3 000 m : vainqueur en 2021

## Records
| Épreuve | Épreuve   | Performance        | Lieu   | Date            |
| ------- | --------- | ------------------ | ------ | --------------- |
| 1 500 m | Plein air | 3 min 30 s 84      | Oslo   | 30 mai 2024     |
| 1 500 m | Salle     | 3 min 32 s 59 (NR) | Liévin | 13 février 2025 |
| 3 000 m | Plein air | 7 min 53 s 40      | Madrid | 2 mars 2022     |